# 聶榮臻故居
聶榮臻故居位於重慶市江津区吳灘鎮郎家村。原名石院子屋基，是清代的三重堂建築，面積900多平方米。聶榮臻元帅出生于此。
1996年9月16日公佈為四川省第四批省級文物保護單位。2000年9月7日列為第一批重慶市文物保護單位。2013年3月5日列為第七批全國重點文物保護單位。

## 历史
石院子屋基坐西向東，始建於清代中葉，系土木結構建築。1923年秋，石院子原址遭焚燒，僅存西北角兩間偏房。由於歷史變遷，損壞較大，江津縣決定修復。工程於1988年7月1日動工，當年12月底竣工。修復後的舊居保持了原有風貌。主體工程建築約600平方米。院牆、綠化地約200餘平方米。還修建了專線公路1.5公里。